# Nancy Coleman
Nancy Coleman (Everett, 30 dicembre 1912 – Brockport, 18 gennaio 2000) è stata un'attrice statunitense.

## Biografia
Nancy Coleman iniziò la carriera artistica recitando alla radio e comparendo successivamente sui palcoscenici di Broadway in pièce quali Susan and God (1937) e Stage Door (1938). Passò al cinema nella prima metà degli anni quaranta, quando firmò un contratto con la Warner Brothers e debuttò nel film di spionaggio Dangerously They Live (1941), nella parte di una spia inglese al fianco di John Garfield. Subito dopo ottenne un altro ruolo di rilievo nel melodramma Delitti senza castigo (1942) di Sam Wood, nel quale interpretò la parte di Louise Gordon, innamorata non ricambiata di Drake McHugh (Ronald Reagan). Per alcuni anni la Coleman fu una delle principali dive della Warner, ottenendo un discreto successo nella pellicola sentimentale Le tre sorelle (1942], accanto a Barbara Stanwyck e George Brent, e in drammi di propaganda bellica come L'avventura impossibile (1942) e La bandiera sventola ancora (1943), il primo ancora con Ronald Reagan ed entrambi accanto a Errol Flynn, e Bombe su Varsavia (1944).
Nel 1946 ritornò al melodramma con il film Appassionatamente (1946), una biografia romanzata sulla vita e l'opera delle Sorelle Brontë, in cui interpretò il ruolo di Anne Brontë, la minore delle tre sorelle scrittrici. L'anno successivo vestì i panni di Hazel Niles ne Il lutto si addice ad Elettra (1947), riduzione cinematografica dell'omonimo dramma teatrale di Eugene O'Neill, che fu il suo ultimo ruolo di un certo rilievo sul grande schermo.
Dall'inizio degli anni cinquanta la Coleman tornò a calcare il palcoscenico, recitando in opere come The Desperate Hours (1955), La gatta sul tetto che scotta (1957), entrambe poi tradotte per il cinema, The Country Girl (1958) e Lo zoo di vetro (1961). Nello stesso periodo lavorò anche per il piccolo schermo, recitando in numerosi spettacoli di intrattenimento e drammi televisivi. La sua ultima apparizione fu nel telefilm I Ryan (1976), nel ruolo di Sister Mary Joel, prima del ritiro dalle scene.

## Filmografia

### Cinema
- Dangerously They Live, regia di Robert Florey (1941)
- Delitti senza castigo (Kings Row), regia di Sam Wood (1942)
- Le tre sorelle (The Gay Sisters), regia di Irving Rapper (1942)
- L'avventura impossibile (Desperate Journey), regia di Raoul Walsh (1942)
- La bandiera sventola ancora (Edge of Darkness), regia di Lewis Milestone (1943)
- Bombe su Varsavia (In Our Time), regia di Vincent Sherman (1944)
- Appassionatamente (Devotion), regia di Curtis Bernhardt (1946)
- Her Sister's Secret, regia di Edgar G. Ulmer (1946)
- Violence, regia di Jack Bernhard (1947)
- Il lutto si addice ad Elettra (Mourning Becomes Electra), regia di Dudley Nichols (1947)
- Aquel hombre de Tánger, regia di Luis María Delgado e Robert Elwyn (1953)
- Slaves, regia di Herbert J. Biberman (1969)

### Televisione
- Lights Out – serie TV, episodio 2x18 (1950)
- Ai confini della notte (The Edge of Night) – serie TV (1956)
- The Kaiser Aluminum Hour – serie TV, episodio 1x13 (1957)
- The Adams Chronicles – miniserie TV, 2 puntate (1976)
- I Ryan (Ryan's Hope) – serie TV, 6 episodi (1976)